# Paul Lafond
Pour les articles homonymes, voir Lafond.
Paul Lafond né à Rouen le 1er juillet 1847 et mort à Pau le 21 septembre 1918 est un dessinateur, collectionneur, historien de l’art, aquafortiste et dessinateur lithographe français, ainsi que conservateur du musée des Beaux-Arts de Pau.

## Biographie

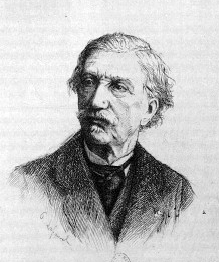
Portrait de Charles Jacque (1894).

Paul Lafond est né dans une famille de marchands de vin originaire du Beaujolais.
Spécialisé dans l'eau-forte, Paul Lafond collabore à une centaine d'ouvrages illustrés de gravures. Il a publié de nombreux ouvrages sur la peinture espagnole, la faisant découvrir au public français.
Il est conseiller municipal de Pau de 1900 à 1918.

## Hommages
- Square Paul-Lafond à Pau.
- Médiathèque Paul-Lafond à Pau.

## Œuvres

### Publications

#### Sur l'art espagnol
- Ribera et Zurbaran, Édition Henri Laurens, coll. « les Grands Artistes ».
- Murillo, Édition Henri Laurens, coll. « les Grands Artistes ».
- Le Greco, Édition Edward Sansot et Cie, « Nouvelle Collection Artistique », suivi d'un catalogue de photographies et d'une bibliographie, 132 p..
- La sculpture espagnole.

#### Autres domaines
- Une famille d'ébénistes français. Les Jacob, le mobilier français de Louis XV à Louis Philippe, 1894.
- Alfred de Vigny en Béarn, 1897.
- Le musée de Rouen, Paris, Librairie Larousse, 1905 (en ligne sur Gallica).
- Hieronymus Bosch, Van Oest, Paris-Bruxelles, 1914
- Edgar Degas, (2 volumes illustrés), Henri Floury, Paris, 1918-1919

### Estampes
Paul Lafond est l'auteur de nombreuses gravures dont un certain nombre peuvent être consultées sur le site de la Bibliothèque nationale de France.